# Josephine Davison
Jospehine Davison (Auckland, Nova Zelândia, 1974) é uma atriz neo-zelandesa. Fez vários papéis como em Hércules: a Lendária Jornada, e em Xena. Mas teve um destaque maior como a vilã Morgana em Power Rangers SPD. Está desde 2006 afastada das telas do cinema, dedicada a peças teatrais na Nova Zelândia.

## Filmografia
- Vertical Limit (2000)
- Topless Women Talk About Their Lives (1997)
- A Little Death (1995)

## Televisão
- Orange Roughies 'Jackie' 2006
- Power Rangers Força Mística 'Itassis' 2005-2006
- Outrageous Fortune 'Suzy Hong' 2005
- Power Rangers SPD 'Morgana' 2004/2005
- Secret Agent Men 2 'Dakota Jones' 2004
- Not Only, But Always 'Eleanor' 2004
- Mataku, 'Sally', 2002
- Revelations, 'Anne', 2002
- Xena Warrior Princess, Artemis (Xena Warrior Princess)/Cleopatra, 2001

## Teatro
- The Shape of Things, 'Jenny', 2003
- Blasted 'Kate' 2003
- Flush, 'Sheena', 2002
- Middle Age Spread, 'Judy', 2001
- The Blue Room Lead, 2001